# Damsingel i bordtennis vid olympiska sommarspelen 2000
Damernas singeltävling i bordtennis vid olympiska sommarspelen 2000 avgjordes mellan 17 och 24 september. Matcherna spelades i bäst av 5 set.

## Medaljörer
| Klass         | Guld            | Silver       | Brons                        |
| Singel, damer | Wang Nan · Kina | Li Ju · Kina | Chen Jing · Kinesiska Taipei |

## Turneringen

### Gruppspel

#### Grupp A
| Spelades 17 september och 19 september | Spelades 17 september och 19 september | Spelades 17 september och 19 september |
| -------------------------------------- | -------------------------------------- | -------------------------------------- |
| Lijuan Geng (CAN)                      | 3 - 0                                  | Shirley Zhou (AUS)                     |
| 21-17 21-13 21-15                      |                                        |                                        |
| Shirley Zhou (AUS)                     | 3 - 1                                  | Nanthana Komwong (THA)                 |
| 15-21 21-18 21-17 21-19                |                                        |                                        |
| Lijuan Geng (CAN)                      | 3 - 0                                  | Nanthana Komwong (THA)                 |
| 21-12 21-10 21-13                      |                                        |                                        |

| Spelare                | Vinster | Förluster |
| Lijuan Geng (CAN)      | 2       | 0         |
| Shirley Zhou (AUS)     | 1       | 1         |
| Nanthana Komwong (THA) | 0       | 2         |

#### Grupp B
| Spelades 17 september och 19 september | Spelades 17 september och 19 september | Spelades 17 september och 19 september |
| -------------------------------------- | -------------------------------------- | -------------------------------------- |
| Csilla Batorfi (HUN)                   | 3 - 0                                  | Bosede Kaffo (NGR)                     |
| 21-17 21-9 21-9                        |                                        |                                        |
| Csilla Batorfi (HUN)                   | 3 - 1                                  | Jasna Reed (USA)                       |
| 17-21 21-14 21-12 21-10                |                                        |                                        |
| Jasna Reed (USA)                       | 3 - 0                                  | Bosede Kaffo (NGR)                     |
| 21-17 21-15 21-13                      |                                        |                                        |

| Spelare              | Vinster | Förluster |
| Csilla Batorfi (HUN) | 2       | 0         |
| Jasna Reed (USA)     | 1       | 1         |
| Bosede Kaffo (NGR)   | 0       | 2         |

#### Grupp C
| Spelades 17 september och 19 september | Spelades 17 september och 19 september | Spelades 17 september och 19 september |
| -------------------------------------- | -------------------------------------- | -------------------------------------- |
| Eun-Sil Lee (KOR)                      | 3 - 0                                  | Tawny Banh (USA)                       |
| 21-7 21-8 21-17                        |                                        |                                        |
| Xiao Xiao Wang (CAN)                   | 3 - 0                                  | Tawny Banh (USA)                       |
| 21-15 22-20 22-20                      |                                        |                                        |
| Eun-Sil Lee (KOR)                      | 3 - 0                                  | Xiao Xiao Wang (CAN)                   |
| 21-18 21-12 21-13                      |                                        |                                        |

| Spelare              | Vinster | Förluster |
| Eun-Sil Lee (KOR)    | 2       | 0         |
| Xiao Xiao Wang (CAN) | 1       | 1         |
| Tawny Banh (USA)     | 0       | 2         |

#### Grupp D
| Spelades 17 september och 19 september | Spelades 17 september och 19 september | Spelades 17 september och 19 september |
| -------------------------------------- | -------------------------------------- | -------------------------------------- |
| Anrea Bakula (CRO)                     | 3 - 2                                  | Stella Zhou (AUS)                      |
| 21-18 20-22 19-21 21-18 21-18          |                                        |                                        |
| Jun Gao Chang (USA)                    | 3 - 0                                  | Stella Zhou (AUS)                      |
| 21-12 21-10 21-13                      |                                        |                                        |
| Jun Gao Chang (USA)                    | 3 - 0                                  | Anrea Bakula (CRO)                     |
| 21-18 21-15 21-5                       |                                        |                                        |

| Spelare             | Vinster | Förluster |
| Jun Gao Chang (USA) | 2       | 0         |
| Anrea Bakula (CRO)  | 1       | 1         |
| Stella Zhou (AUS)   | 0       | 2         |

#### Grupp E
| Spelades 17 september, 18 september och 19 september | Spelades 17 september, 18 september och 19 september | Spelades 17 september, 18 september och 19 september |
| ---------------------------------------------------- | ---------------------------------------------------- | ---------------------------------------------------- |
| Xu Jing (TPE)                                        | 3 - 0                                                | Zita Molnar (HUN)                                    |
| 21-18 21-17 21-11                                    |                                                      |                                                      |
| Zita Molnar (HUN)                                    | 3 - 0                                                | Aida Steshenko (TKM)                                 |
| 21-8 21-10 21-14                                     |                                                      |                                                      |
| Xu Jing (TPE)                                        | 3 - 0                                                | Aida Steshenko (TKM)                                 |
| 21-11 21-9 21-11                                     |                                                      |                                                      |

| Spelare              | Vinster | Förluster |
| Xu Jing (TPE)        | 2       | 0         |
| Zita Molnar (HUN)    | 1       | 1         |
| Aida Steshenko (TKM) | 0       | 2         |

#### Grupp F
| Spelades 17 september, 18 september och 19 september | Spelades 17 september, 18 september och 19 september | Spelades 17 september, 18 september och 19 september |
| ---------------------------------------------------- | ---------------------------------------------------- | ---------------------------------------------------- |
| Rinko Sakata (JPN)                                   | 3 - 2                                                | Funke Osonaike (NGR)                                 |
| 18-21 21-15 18-21 21-8 21-15                         |                                                      |                                                      |
| Rinko Sakata (JPN)                                   | 3 - 0                                                | Miao Miao (AUS)                                      |
| 21-11 23-21 21-18                                    |                                                      |                                                      |
| Miao Miao (AUS)                                      | 3 - 0                                                | Funke Osonaike (NGR)                                 |
| 21-19 21-16 24-22                                    |                                                      |                                                      |

| Spelare              | Vinster | Förluster |
| Rinko Sakata (JPN)   | 2       | 0         |
| Miao Miao (AUS)      | 1       | 1         |
| Funke Osonaike (NGR) | 0       | 2         |

#### Grupp G
| Spelades 17 september, 18 september och 19 september | Spelades 17 september, 18 september och 19 september | Spelades 17 september, 18 september och 19 september |
| ---------------------------------------------------- | ---------------------------------------------------- | ---------------------------------------------------- |
| Jun Hong Jing (SIN)                                  | 3 - 0                                                | Karen Li (NZL)                                       |
| 21-9 21-13 21-12                                     |                                                      |                                                      |
| Karen Li (NZL)                                       | 3 - 0                                                | Sofija Tepes Cancino (CHI)                           |
| 21-12 21-12 21-16                                    |                                                      |                                                      |
| Jun Hong Jing (SIN)                                  | 3 - 0                                                | Sofija Tepes Cancino (CHI)                           |
| 21-7 21-15 21-9                                      |                                                      |                                                      |

| Spelare                    | Vinster | Förluster |
| Jun Hong Jing (SIN)        | 2       | 0         |
| Karen Li (NZL)             | 1       | 1         |
| Sofija Tepes Cancino (CHI) | 0       | 2         |

#### Grupp H
| Spelades 17 september, 18 september och 19 september | Spelades 17 september, 18 september och 19 september | Spelades 17 september, 18 september och 19 september |
| ---------------------------------------------------- | ---------------------------------------------------- | ---------------------------------------------------- |
| Eldijana Aganovic (CRO)                              | 3 - 0                                                | Marisel Ramirez (CUB)                                |
| 21-13 21-9 21-8                                      |                                                      |                                                      |
| Jia Liu (AUT)                                        | 3 - 0                                                | Marisel Ramirez (CUB)                                |
| 21-6 21-16 21-12                                     |                                                      |                                                      |
| Jia Liu (AUT)                                        | 3 - 1                                                | Eldijana Aganovic (CRO)                              |
| 21-17 19-21 21-12 21-7                               |                                                      |                                                      |

| Spelare                 | Vinster | Förluster |
| Jia Liu (AUT)           | 2       | 0         |
| Eldijana Aganovic (CRO) | 1       | 1         |
| Marisel Ramirez (CUB)   | 0       | 2         |

#### Grupp I
| Spelades 17 september, 18 september och 19 september | Spelades 17 september, 18 september och 19 september | Spelades 17 september, 18 september och 19 september |
| ---------------------------------------------------- | ---------------------------------------------------- | ---------------------------------------------------- |
| Chunli Li (NZL)                                      | 3 - 1                                                | Ruta Garkauskaite (LTU)                              |
| 18-21 21-17 21-9 21-8                                |                                                      |                                                      |
| Ruta Garkauskaite (LTU)                              | 3 - 1                                                | Berta Rodriguez Olate (CHI)                          |
| 21-18 21-13 19-21 21-12                              |                                                      |                                                      |
| Chunli Li (NZL)                                      | 3 - 0                                                | Berta Rodriguez Olate (CHI)                          |
| 21-7 21-4 21-13                                      |                                                      |                                                      |

| Spelare                     | Vinster | Förluster |
| Chunli Li (NZL)             | 2       | 0         |
| Ruta Garkauskaite (LTU)     | 1       | 1         |
| Berta Rodriguez Olate (CHI) | 0       | 2         |

#### Grupp J
| Spelades 17 september, 18 september och 19 september | Spelades 17 september, 18 september och 19 september | Spelades 17 september, 18 september och 19 september |
| ---------------------------------------------------- | ---------------------------------------------------- | ---------------------------------------------------- |
| Otilia Badescu (ROU)                                 | 3 - 0                                                | Ligia Silva (BRA)                                    |
| 21-8 21-16 21-16                                     |                                                      |                                                      |
| Otilia Badescu (ROU)                                 | 3 - 1                                                | Oxana Kushch (RUS)                                   |
| 21-16 18-21 21-18 21-14                              |                                                      |                                                      |
| Oxana Kushch (RUS)                                   | 3 - 1                                                | Ligia Silva (BRA)                                    |
| 17-21 21-10 21-13 21-15                              |                                                      |                                                      |

| Spelare              | Vinster | Förluster |
| Otilia Badescu (ROU) | 2       | 0         |
| Oxana Kushch (RUS)   | 1       | 1         |
| Ligia Silva (BRA)    | 0       | 2         |

#### Grupp K
| Spelades 17 september, 18 september och 19 september | Spelades 17 september, 18 september och 19 september | Spelades 17 september, 18 september och 19 september |
| ---------------------------------------------------- | ---------------------------------------------------- | ---------------------------------------------------- |
| Fei-Min Chen Tong (TPE)                              | 3 - 0                                                | Olena Kovtun (UKR)                                   |
| 21-10 21-18 21-10                                    |                                                      |                                                      |
| Olena Kovtun (UKR)                                   | 3 - 0                                                | Fabiola Ramos (VEN)                                  |
| 21-8 21-9 21-15                                      |                                                      |                                                      |
| Fei-Min Chen Tong (TPE)                              | 3 - 0                                                | Fabiola Ramos (VEN)                                  |
| 26-24 21-9 21-9                                      |                                                      |                                                      |

| Spelare                 | Vinster | Förluster |
| Fei-Min Chen Tong (TPE) | 2       | 0         |
| Olena Kovtun (UKR)      | 1       | 1         |
| Fabiola Ramos (VEN)     | 0       | 2         |

#### Grupp L
| Spelades 17 september, 18 september och 19 september | Spelades 17 september, 18 september och 19 september | Spelades 17 september, 18 september och 19 september |
| ---------------------------------------------------- | ---------------------------------------------------- | ---------------------------------------------------- |
| Veronika Pavlovich (BLR)                             | 3 - 0                                                | Poulomi Ghatak (IND)                                 |
| 21-14 21-17 21-16                                    |                                                      |                                                      |
| Anne Boileau (FRA)                                   | 3 - 0                                                | Poulomi Ghatak (IND)                                 |
| 21-12 21-9 21-9                                      |                                                      |                                                      |
| Anne Boileau (FRA)                                   | 3 - 0                                                | Veronika Pavlovich (BLR)                             |
| 21-15 21-15 22-20                                    |                                                      |                                                      |

| Spelare                  | Vinster | Förluster |
| Anne Boileau (FRA)       | 2       | 0         |
| Veronika Pavlovich (BLR) | 1       | 1         |
| Poulomi Ghatak (IND)     | 0       | 2         |

#### Grupp M
| Spelades 17 september, 18 september och 19 september | Spelades 17 september, 18 september och 19 september | Spelades 17 september, 18 september och 19 september |
| ---------------------------------------------------- | ---------------------------------------------------- | ---------------------------------------------------- |
| Galina Melnik (RUS)                                  | 3 - 2                                                | Ching Wong (HKG)                                     |
| 16-21 20-22 21-19 21-16 21-17                        |                                                      |                                                      |
| Galina Melnik (RUS)                                  | 3 - 0                                                | Shimaa Abdel Aziz (EGY)                              |
| 21-6 21-11 21-15                                     |                                                      |                                                      |
| Ching Wong (HKG)                                     | 3 - 0                                                | Shimaa Abdel Aziz (EGY)                              |
| 21-19 21-12 21-11                                    |                                                      |                                                      |

| Spelare                 | Vinster | Förluster |
| Galina Melnik (RUS)     | 2       | 0         |
| Ching Wong (HKG)        | 1       | 1         |
| Shimaa Abdel Aziz (EGY) | 0       | 2         |

#### Grupp N
| Spelades 17 september, 18 september och 19 september | Spelades 17 september, 18 september och 19 september | Spelades 17 september, 18 september och 19 september |
| ---------------------------------------------------- | ---------------------------------------------------- | ---------------------------------------------------- |
| Irina Palina (RUS)                                   | 3 - 0                                                | Mary Musoke (UGA)                                    |
| 21-9 21-9 21-18                                      |                                                      |                                                      |
| Irina Palina (RUS)                                   | 3 - 0                                                | Ah Sim Song (HKG)                                    |
| 22-20 21-12 24-22                                    |                                                      |                                                      |
| Ah Sim Song (HKG)                                    | 3 - 0                                                | Mary Musoke (UGA)                                    |
| 21-16 21-9 21-11                                     |                                                      |                                                      |

| Spelare            | Vinster | Förluster |
| Irina Palina (RUS) | 2       | 0         |
| Ah Sim Song (HKG)  | 1       | 1         |
| Mary Musoke (UGA)  | 0       | 2         |

#### Grupp O
| Spelades 17 september, 18 september och 19 september | Spelades 17 september, 18 september och 19 september | Spelades 17 september, 18 september och 19 september |
| ---------------------------------------------------- | ---------------------------------------------------- | ---------------------------------------------------- |
| Åsa Svensson (SWE)                                   | 3 - 0                                                | Viktoria Pavlovich (BLR)                             |
| 21-16 21-17 16-21 21-16                              |                                                      |                                                      |
| Viktoria Pavlovich (BLR)                             | 3 - 0                                                | Shahira El Alfy (EGY)                                |
| 21-7 21-12 21-13                                     |                                                      |                                                      |
| Åsa Svensson (SWE)                                   | 3 - 0                                                | Shahira El Alfy (EGY)                                |
| 21-12 21-6 21-11                                     |                                                      |                                                      |

| Spelare                  | Vinster | Förluster |
| Åsa Svensson (SWE)       | 2       | 0         |
| Viktoria Pavlovich (BLR) | 1       | 1         |
| Shahira El Alfy (EGY)    | 0       | 2         |

#### Grupp P
| Spelades 17 september, 18 september och 19 september | Spelades 17 september, 18 september och 19 september | Spelades 17 september, 18 september och 19 september |
| ---------------------------------------------------- | ---------------------------------------------------- | ---------------------------------------------------- |
| Tatyana Kostromina (BLR)                             | 3 - 0                                                | Tatiana Al Najar (JOR)                               |
| 21-10 21-14 21-12                                    |                                                      |                                                      |
| Marie Svensson (SWE)                                 | 3 - 0                                                | Tatiana Al Najar (JOR)                               |
| 21-15 21-11 21-6                                     |                                                      |                                                      |
| Marie Svensson (SWE)                                 | 3 - 2                                                | Tatyana Kostromina (BLR)                             |
| 21-6 15-21 15-21 21-19 21-12                         |                                                      |                                                      |

| Spelare                  | Vinster | Förluster |
| Marie Svensson (SWE)     | 2       | 0         |
| Tatyana Kostromina (BLR) | 1       | 1         |
| Tatiana Al Najar (JOR)   | 0       | 2         |

### Andra omgången
Spelarna i den högra kolumnen stod över första omgången.
| Spelades 20 september         | Spelades 20 september | Spelades 20 september     |
| ----------------------------- | --------------------- | ------------------------- |
| Chunli Li (NZL)               | 0 - 3                 | Wang Nan (CHN)            |
| 17-21 15-21 9-21              |                       |                           |
| Jia Liu (AUT)                 | 1 - 3                 | Jia Wei Li (SIN)          |
| 13-21 17-21 21-18 17-21       |                       |                           |
| Fei-Min Chen Tong (TPE)       | 3 - 2                 | Jie Schöpp (GER)          |
| 16-21 21-19 15-21 21-9 21-10  |                       |                           |
| Eun-Sil Lee (KOR)             | 0 - 3                 | Chire Koyama (JPN)        |
| 10-21 22-24 14-21             |                       |                           |
| Rinko Sakata (JPN)            | 0 - 3                 | Qianhong Götsch (GER)     |
| 14-21 16-21 15-21             |                       |                           |
| Otilia Badescu (ROU)          | 2 - 3                 | Eun-Mi Suk (KOR)          |
| 21-19 18-21 21-15 10-21 21-23 |                       |                           |
| Irina Palina (RUS)            | 0 - 3                 | Krisztina Toth (HUN)      |
| 15-21 16-21 7-21              |                       |                           |
| Marie Svensson (SWE)          | 0 - 3                 | Chen Jing (TPE)           |
| 23-25 6-21 20-22              |                       |                           |
| Jun Hong Jing (SIN)           | 3 - 0                 | Jin Sun (CHN)             |
| 21-16 21-18 21-7              |                       |                           |
| Lijuan Geng (CAN)             | 3 - 2                 | Tamara Boros (CRO)        |
| 18-21 21-19 21-23 29-27 21-14 |                       |                           |
| Anne Boileau (FRA)            | 0 - 3                 | Mihaela Joana Steff (ROU) |
| 15-21 12-21 18-21             |                       |                           |
| Åsa Svensson (SWE)            | 3 - 2                 | Jing Tian-Zörner (GER)    |
| 21-18 21-13 18-21 19-21 21-18 |                       |                           |
| Jun Gao Chang (USA)           | 1 - 3                 | Ji-Hye Ryu (KOR)          |
| 17-21 21-15 15-21 10-21       |                       |                           |
| Xu Jing (TPE)                 | 0 - 3                 | An Konishi (JPN)          |
| 15-21 12-21 15-21             |                       |                           |
| Csilla Batorfi (HUN)          | 2 - 3                 | Xia Lian Ni (AUS)         |
| 22-24 10-21 21-19 23-21 14-21 |                       |                           |
| Galina Melnik (RUS)           | 2 - 3                 | Li Ju (CHN)               |
| 21-14 17-21 22-20 18-21 13-21 |                       |                           |

### Tredje omgången
| Spelades 21 september         | Spelades 21 september | Spelades 21 september   |
| ----------------------------- | --------------------- | ----------------------- |
| Wang Nan (CHN)                | 3 - 2                 | Jia Wei Li (SIN)        |
| 18-21 21-18 19-21 23-21 21-16 |                       |                         |
| Chire Koyama (JPN)            | 3 - 2                 | Fei-Min Chen Tong (TPE) |
| 24-26 20-22 21-6 21-9 21-15   |                       |                         |
| Qianhong Götsch (GER)         | 3 - 2                 | Eun-Mi Suk (KOR)        |
| 19-21 21-17 19-21 21-17 21-19 |                       |                         |
| Chen Jing (AUS)               | 3 - 0                 | Krisztina Toth (HUN)    |
| 21-14 21-9 21-14              |                       |                         |
| Jun Hong Jing (SIN)           | 3 - 2                 | Lijuan Geng (CAN)       |
| 16-21 25-23 13-21 22-20 23-21 |                       |                         |
| Mihaela Joana Steff (ROU)     | 3 - 2                 | Åsa Svensson (SWE)      |
| 13-21 21-16 18-21 21-10 21-13 |                       |                         |
| Ji-Hye Ryu (KOR)              | 3 - 2                 | An Konishi (JPN)        |
| 21-17 22-20 15-21 17-21 22-20 |                       |                         |
| Li Ju (CHN)                   | 3 - 0                 | Xia Lian Ni (LUX)       |
| 21-15 21-11 21-15             |                       |                         |

### Kvartsfinaler
| Spelades 22 september         | Spelades 22 september | Spelades 22 september     |
| ----------------------------- | --------------------- | ------------------------- |
| Wang Nan (CHN)                | 3 - 0                 | Chire Koyama (JPN)        |
| 21-19 21-8 22-20              |                       |                           |
| Chen Jing (TPE)               | 3 - 2                 | Qianhong Götsch (GER)     |
| 17-21 19-21 21-13 21-10 21-17 |                       |                           |
| Li Ju (CHN)                   | 3 - 1                 | Ji-Hye Ryu (KOR)          |
| 22-20 21-12 19-21 22-20       |                       |                           |
| Jun Hong Jing (SIN)           | 3 - 1                 | Mihaela Joana Steff (ROU) |
| 12-21 21-14 21-19 21-5        |                       |                           |

### Semifinaler
| Spelades 23 september   | Spelades 23 september | Spelades 23 september |
| ----------------------- | --------------------- | --------------------- |
| Wang Nan (CHN)          | 3 - 1                 | Chen Jing (TPE)       |
| 21-12 22-20 21-17 21-15 |                       |                       |
| Li Ju (CHN)             | 3 - 1                 | Jun Hong Jing (SIN)   |
| 15-21 21-13 21-12 21-19 |                       |                       |

### Bronsmatch
| Spelades 24 september   | Spelades 24 september | Spelades 24 september |
| ----------------------- | --------------------- | --------------------- |
| Chen Jing (TPE)         | 3 - 1                 | Jun Hong Jing (SIN)   |
| 18-21 21-14 21-15 21-10 |                       |                       |

### Final
| Spelades 24 september         | Spelades 24 september | Spelades 24 september |
| ----------------------------- | --------------------- | --------------------- |
| Wang Nan (CHN)                | 3 - 2                 | Li Ju (CHN)           |
| 21-12 12-21 19-21 21-17 21-18 |                       |                       |